# Brothers Conflict
Brothers Conflict (яп. ブラザーズ コンフリクト Бурадза:дзу Конфурикуто, Конфликт братьев), также известна как BroCon — серия романов, созданных Ацуко Канасэ, написанных Такэси Мидзуно и иллюстрированных Удадзё. Роман был адаптирован в качестве отомэ-игры для PlayStation Portable компанией Otomate, манги-ёнкомы и аниме. Премьера аниме-сериала состоялась в июле 2013.

## Сюжет
Эма Хината — дочь знаменитого авантюриста, Ринтаро Хинаты. Эма лишилась матери ещё в раннем детстве и была одинока, пока её отец путешествовал по разным странам. Однажды Эма узнаёт, что её отец собирается вступить в брак с успешной производительницей одежды, карьеристкой Мивой Асахиной. Эма не собиралась беспокоить отца расспросами, думая, что это его побеспокоит, а наоборот, положительно отнеслась к его попытке вновь создать полноценную семью. Эма переезжает в комплекс-особняк и узнаёт, что у неё есть 13 братьев. Братья рады появлению сестры в их семье и тепло её встречают. Вскоре между братьями возникает конфликт из-за того, что они влюбились в свою сестру, Эму, и каждый старается сделать её своей девушкой, признаваясь ей в любви и откровенно флиртуя. Несмотря на высокую конкуренцию и чувства Эмы, братья не собираются «опускать руки» и стремятся сделать сестру «своей».

## Персонажи
Эма Асахина (Хината) (яп. 朝日奈 絵麻 (日向) Асахина Эма (Хината)) — учится во втором классе старшей школы, 16 лет. После того, как её отец, Ринтаро Хината, вступает в брак с Мивой Асахиной, у Эмы появляются сводные братья. Она хорошо и вкусно готовит. Из-за того, что отец Эмы часто путешествовал, она чувствовала себя одинокой, но теперь, в новой полноценной семье она чувствует себя счастливой. У неё есть домашняя белочка по имени Джули, которая может разговаривать только с ней и Луи. В аниме её белочка часто называет Эму «Ти».
Сэйю: Рина Сато (только в аниме)

### Братья Асахина
Масаоми Асахина (яп. 朝日奈 雅臣 Асахина Масаоми) — самый старший сын семьи Асахина, 31 год. Работает врачом и хорошо разбирается в медицине, но падает в обморок при виде крови. Он любит детей и имеет особую связь с младшим братом Ватару. Очень комплексует из-за того, что Ватару часто принимают за его сына. Любит сладости и зайцев.
Сэйю: Кадзуюки Окицу
Укё Асахина (яп. 朝日奈 右京 Асахина Укё:) — второй сын семьи Асахина, 29 лет. Успешный адвокат, выполняет роль матери в семье. Хорошо готовит, убирает и помогает братьям делать уроки. Укё — спокойный и надёжный человек, но не очень разговорчив. Часто видит в Эме свою бывшую девушку.
Сэйю: Дайсукэ Хиракава
Канамэ Асахина (яп. 朝日奈 要 Асахина Канамэ) — третий сын семьи Асахина, 26 лет. Привлекательно выглядит, бабник от природы, но на самом деле работает монахом в «Клубе Будды». Очень часто заигрывает с Эмой и просит, чтобы она его называла просто «братик».
Сэйю: Дзюнъити Сувабэ
Хикару Асахина (яп. 朝日奈 光 Асахина Хикару) — четвёртый сын семьи Асахина, 25 лет. Обычно одет в женскую одежду, но носит её только из-за работы. Он — писатель-детектив, и, переодевшись, выискивает информацию у бандитов. Застаёт «пикантные» моменты Эмы с братьями. Любит подтрунивать над Укё. Хикару также был в Италии в течение короткого времени, чтобы собрать материал для работы.
Сэйю: Нобухико Окамото
Цубаки Асахина (яп. 朝日奈 椿 Асахина Цубаки) — пятый сын семьи Асахина, один из тройняшек, 24 года. Работает сэйю и очень похож на своего брата-близнеца Адзусу. Он настойчив, но трудолюбив, имеет страсть к своей карьере актёра озвучивания. Он любит своего брата Адзусу и заботится о нём.
Сэйю: Кэнъити Судзумура
Адзуса Асахина (яп. 朝日奈 梓 Асахина Адзуса) — шестой сын семьи Асахина, один из тройняшек, 24 года. Очень похож на своего брата-близнеца Цубаки, тоже является сэйю. В отличие от Цубаки, он более спокойный, и ему порой не хватает упорства. Обычно он держит своего брата, Цубаки, под контролем и переживает из-за его неудач.
Сэйю: Кёсукэ Ториуми
Нацумэ Асахина (яп. 朝日奈 棗 Асахина Нацумэ) — седьмой сын семьи Асахина, также один из тройняшек, 24 года. В отличие от Адзусы и Цубаки, он не похож на них внешне. Является генеральным директором компании игр, которая выпускает одну из любимых игр Эмы, «Zombie Hazard». Живёт отдельно от остальных братьев. Всегда говорит прямо и грубо, но заботится об остальных. В его квартире живут два кота, которых он назвал Цубаки и Адзусой. Различить котов может только он.
Сэйю: Томоаки Маэно
Луис Асахина (яп. 朝日奈 琉生 Асахина Луи, Louis) — восьмой (приёмный) сын семьи Асахина, работает парикмахером, 21 год. Красивый и таинственный парень, всегда смотрит в облака. Является единственным человеком, помимо Эмы, который может разговаривать с Джули. Обещал этой белочке, что будет защищать Эму. Как и Джули, называет Эму «Ти».
Сэйю: Кэн Такиути
Субару Асахина (яп. 朝日奈 昴 Асахина Субару) — девятый сын семьи Асахина, 19 лет, во второй серии — 20. Учится на втором курсе колледжа и профессионально занимается баскетболом. Ничего не знает о девушках, чувствует себя напряжённо, когда Эма рядом, но не хочет её этим обидеть. Первый влюбился в неё.
Сэйю: Дайсукэ Оно
Иори Асахина (яп. 朝日奈 祈織 Асахина Иори) — десятый сын семьи Асахина, 18 лет. Учится в старшей школе и ведёт себя как принц. Очень популярен и известен в других школах. Вежлив с Эмой, когда она приходит в их семью. Выращивает цветы.
Сэйю: Дайсукэ Намикава
Юскэ Асахина (яп. 朝日奈 侑介 Асахина Ю:сукэ) — одиннадцатый сын семьи Асахина, 16 лет. Правонарушитель и одноклассник Эмы. Был влюблён в неё раньше, чем узнал, что она станет его сестрой, и очень смутился, когда она была принята в семью. Хотел поступить с ней в один вуз, но завалил экзамены (позже обнаружилось, что произошла ошибка, и он всё-таки смог поступить).
Сэйю: Ёсимаса Хосоя
Футо Асахина (яп. 朝日奈 風斗 Асахина Фу:то) — двенадцатый сын семьи Асахина, 15 лет. Учится в девятом классе, довольно популярен среди девушек, является айдолом. У него очень нахальная личность, тем не менее, он может вести себя серьёзно. Любит дразнить Эму, называя её «красивой сестрой-дурочкой».
Сэйю: Кэнъитиро Охаси
Ватару Асахина (яп. 朝日奈 弥 Асахина Ватару) — тринадцатый и самый младший сын семьи Асахина, 10 лет. Учится в пятом классе. Милый и честный, но очень избалованный. Его избалованное поведение может быть связано с чрезмерной защитой своих старших братьев.
Сэйю: Юки Кадзи

### Другие персонажи
Джули (яп. ジュリ Дзюри) — домашняя белочка Эмы, которая имеет способность говорить, но только с Эмой и Луи. Джули был с Эмой ещё тогда, когда она была маленькой, и всегда следил за тем, чтобы её не обижали братья. Называет всех братьев, кроме Луи, 《Волками》. Он очень вспыльчив по отношению к братьям и тем, кто хочет обидеть Эму. Называет свою хозяйку «Ти».
Сэйю: Хироси Камия
Тиаки (яп. 千秋 Тиаки) — один из коллег Канамэ из «Клуба Будды». Сам Канамэ его называет Ти-тян.
Сэйю: Акира Исида

## Список серий
| Номер эпизода | Название эпизода                                                                                   | Трансляция в Японии |
| ------------- | -------------------------------------------------------------------------------------------------- | ------------------- |
| 01            | Первый конфликт : Братья «Дай ити сё:тоцу: Кё:дай» (第一衝突: 兄弟)                                | 2 июля 2013         |
| 02            | Второй конфликт: Путаница «Дай ни сё:тоцу : Конран» (第二衝突: 混乱)                               | 9 июля 2013         |
| 03            | Третий конфликт: Обещание «Дай сан сё:тоцу : Якусоку» (第三衝突: 約束)                             | 16 июля 2013        |
| 04            | Четвёртый конфликт: Ревность «Дай ён сё:тоцу : Ситто» (第四衝突: 嫉妬)                             | 23 июля 2013        |
| 05            | Пятый конфликт: Затопление «Дай го сё:тоцу : Синсуй» (第五衝突: 浸水)                              | 30 июля 2013        |
| 06            | Шестой конфликт: Фотография «Дай року сё:тоцу : Сансин» (第六衝突: 写真)                           | 6 августа 2013      |
| 07            | Седьмой конфликт: Ограничение «Дай нана сё:тоцу : Гэнкай» (第七衝突: 限界)                         | 13 августа 2013     |
| 08            | Восьмой конфликт: Кошмар «Дай хати сё:тоцу : Акуму» (第八衝突: 悪夢)                               | 20 августа 2013     |
| 09            | Девятый конфликт: Видение «Дай кю: сё:тоцу : Бидзён» (第九衝突: 夢幻)                              | 27 августа 2013     |
| 10            | Десятый конфликт: Неделя равноденствия «Дай дзю: сё:тоцу : Хиган» (第十衝突: 彼岸)                 | 3 сентября 2013     |
| 11            | Одиннадцатый конфликт: Любовь и ненависть «Дай дзю:ити сё:тоцу : Ай то Никусими» (第十一衝突:愛憎) | 10 сентября 2013    |
| 12            | Двенадцатый конфликт: Романтика «Дай дзю:ни сё:тоцу : Дэнки» (十二紛争:伝奇)                       | 17 сентября 2013    |